# Don Cesar (Hotel)
Das Don CeSar ist ein Luxushotel am Strand von Saint Petersburg in Pinellas County im US-Bundesstaat Florida. Das Hotel gehört zur Loews Gruppe. Das rosafarbene Gebäude gilt als Wahrzeichen des Ortes.

## Ausstattung
Es hat 277 Hotelzimmer, davon 40 Suiten, zwei Swimming-Pools und drei Restaurants. Im Jahre 2008 wurde der über 10.000 Quadratmeter große Spa Bereich Spa Oceana eröffnet.

## Name
Das Hotel, damals wurde der Name Don Ce-Sar mit Bindestrich geschrieben, wurde nach dem Helden Don Ce-Sar DeBazan in Vincent Wallaces Oper Maritana benannt. Wegen seiner rosa Farbe wurde es auch als Pink Lady und als Pink Palace bekannt.

## Geschichte
Thomas Rowe kaufte 1924 die heutige Fläche des St. Pete Beach, 1925 begannen dort die Bauarbeiten für das Luxushotel. Architekt war Henry H. Dupont. Dreimal mehr, als eigentlich geplant, wurde investiert, und das pompöse Hotel 1928 eingeweiht. Schnell entwickelte sich das Hotel als Anlaufstätte für die wohlhabende Gesellschaft und Prominente.
Ab 1942, während des Zweiten Weltkrieges, fungierte das Hotel als Krankenhaus und später ab 1944 als Kuranstalt der Air Force.
1973 wurde das Hotel nach kostenintensiver Renovierung durch den neuen Eigentümer William Bowman junior wiedereröffnet.

## Besonderes
- Im Don CeSar werden heute pro Jahr rund 400 Hochzeiten gefeiert.
- Viele Prominente stiegen hier ab, u. a. F. Scott Fitzgerald, Clarence Darrow, Al Capone, Lou Gehrig, Franklin D. Roosevelt sowie viele andere amerikanische Präsidenten. Während der Großen Depression errichteten die New York Yankees ihr Trainingslager im Don CeSar Hotel für drei Jahre.

## Auszeichnungen
- Das Hotel wurde am 3. April 1975 im Bereich Architektur/Ingenieurwesen in die Liste des National Register of Historic Places aufgenommen.[1]
- Mitglied des National Register of Historic Hotels of America
- Das Hotel wurde durch die AAA unter die Top 10 Most Romantic Hotels 2010 in Amerika gewählt

## Restaurants
- Maritana Grill - Die Gäste sitzen im Maritana Grill umrandet von einem 5.700 Liter Aquarium, in dem sie in Florida heimische Fische beobachten können. Das Vier-Sterne-Restaurant wurde vom Epicurean Rendezvous magazine unter die Top 100 Restaurants in Florida und vom Gayot Guide unter die Top 10 Seafood Restaurants der USA gewählt. Außerdem erhielt der Maritana Grill den Golden Spoon Award 2009 ausgezeichnet durch das Florida Trend Magazine.

- Sea Porch Café
- Beachcomber Bar and Grill